# Pieksänmaa

Wappen der ehemaligen Gemeinde Pieksänmaa (heute Wappen der Stadt Pieksämäki)

Pieksänmaa [ˈpiɛksænmɑː] ist eine ehemalige Gemeinde in Ostfinnland. Sie umfasste das Umland der Stadt Pieksämäki in der Seenplatte der Landschaft Savo.
Die Gemeinde Pieksänmaa entstand 2004 aus dem Zusammenschluss der Landgemeinde Pieksämäki (finn. Pieksämäen maalaiskunta) mit den Gemeinden Jäppilä und Virtasalmi. Zum 1. Januar 2007 vereinigte sich Pieksänmaa mit der Stadt Pieksämäki zur Stadt Pieksämäki.
Die Gemeinde Pieksänmaa hatte eine Fläche von 1.788,17 km² (davon 249,40 km² Binnengewässer) und zuletzt rund 8.500 Einwohner. Sie umfasste die Dörfer Heikkolankangas, Hietamäki, Jäppila, Kantala, Karjala, Kirkonkylä, Kontiomäki, Kylmämäki, Maavesi, Mataramäki, Neuvola, Nikkarila, Niskamäki, Nykälä, Pitkäsmäki, Pyhitty, Pyhäjärvi, Pöyhölä, Sarkaniemi, Siikamäki, Surnunmäki, Toikkalanmäki, Vanaja, Vehmaiskylä, Venetmäki, Venettekemäranta, Vilhula und Virtasalmi.
Koordinaten: 62° 17′ N, 27° 4′ O